# Erik Duræus (1714–1788)
Erik Duræus, född 28 mars 1714 i Linköping, Östergötlands län, död 21 februari 1788 i Tryserums socken, Östergötlands län, han var en svensk kyrkoherde i Tryserums församling.

## Biografi
Erik Duræus föddes 28 mars 1714 i Linköping. Han var son till kollegan därstädes. Duræus blev 1733 student vid Uppsala universitet, Uppsala och tog 1743 magistern. Han blev 1749 gymnasieadjunkt i Uppsala och 1752 rektor i Uppsala. Duræus blev 22 september 1758 lektor i Uppsala och 2 februari 1759 kyrkoherde i Tryserums församling, Tryserums pastorat. Han blev 3 december 1763 prost och 1766 kontraktsprost i Norra Tjusts kontrakt. Duræus avled 21 februari 1788 i Tryserums socken.

### Familj
Duræus gifte sig 11 januari 1757 med Hedvig Wichman (1727–1792). Hon var dotter till kyrkoherden i Misterhults socken. De fick tillsammans barnen Erik (1757–1782), Elisabeth Catharina (1758–1759), Samuel (1760–), Helena (1762–1842), Charlotta (1765–1766), Gustafva (1768–1769), Christina och Birgitta (1771–1772).